# سیارک ۸۶۷۸
سیارک ۸۶۷۸ (به انگلیسی: 8678 Bal، نامگذاری:1992ER6) هشت هزار و ششصد و هفتاد و هشتمین سیارک کشف شده‌است که در ۱ مارس ۱۹۹۲ کشف شد.
قدر مطلق سیارک برابر ۱۳٫۱۰ است.